# Немтушкин, Алитет Николаевич
Алитет Николаевич Немтушкин (12 ноября 1939, Катангский район, Иркутская область — 4 ноября 2006, Красноярск) — эвенкийский писатель, поэт. Заслуженный работник культуры РСФСР (1990).

## Биография
Родился 12 ноября 1939 года, в стойбище Иришки Катангского района Иркутской области в семье охотника, воспитывался в школах-интернатах и бабушкой Огдо-Евдокией Ивановной Немтушкиной.
В 1957 году окончил Ербогачёнскую среднюю школу, в 1961 году — Ленинградский педагогический институт имени Герцена.
После нескольких лет учёбы в Ленинграде и Красноярске, Алитет Николаевич приезжает работать в Эвенкию корреспондентом газеты «Красноярский рабочий» Архивная копия от 18 января 2008 на Wayback Machine по Эвенкийскому национальному округу.
В 1961 году стал редактором Эвенкийского радио.
Страсть к писательству привела Немтушкина в редакцию газеты «Красноярский рабочий». Более чем на 20 лет журналистика стала его судьбой.
Его первая книга — сборник стихов «Утро в тайге — Тымани агиду» вышла, когда Алитет Николаевич был ещё студентом в 1960 году. С тех пор из под пера Немтушкина вышло более 20-ти книг, которые были изданы в Красноярске, Ленинграде, Москве, Якутске. Стихи и проза Немтушкина переведены на десятки языков народов бывшего СССР и социалистических стран. Самыми значительными и популярными произведениями Алитета Немтушкина являются стихотворные сборники «Костры моих предков», «Дыхание земли», прозаические книги «Мне снятся небесные олени», «Следопыты на оленях», «Дорога в нижний мир», «Самэлкил — Метки на оленьем ухе» и др.
В 1986 году А. Немтушкин избирался ответственным секретарем Красноярской писательской организации; в 1990 году был удостоен звания «Заслуженный работник культуры»; в 1992 году был отмечен Государственной премией Российской Федерации в области литературы; член Союза писателей с 1969 года.
В 2002 году был удостоен звания академика Петровской Академии наук и искусств (г. Санкт-Петербург) наряду с такими известными красноярцами, как Виктор Астафьев и Тойво Ряннель.
Похоронен на Бадалыкском кладбище.

## Семья
- Супруга Галина Леонидовна Немтушкина
- Дочь Светлана Альбертовна Немтушкина, в замужестве Башко. Окончила Московский полиграфический институт.
- Дочь Марина Альбертовна Немтушкина. Окончила Красноярский государственный университет.
- Сестра Тамара

## Память
- 28 декабря 2006 года губернатор Эвенкийского автономного округа Борис Золотарев подписал постановление о присвоении имени Алитета Николаевича Немтушкина Туринской средней общеобразовательной школе-интернату.
- 7 августа 2015 года в п. Тура в память об Алитете Немтушкине была открыта мемориальная доска.
- 20 января 2017 года в Красноярске в память об Алитете Немтушкине был открыт мемориальный знак на доме № 66 по ул. Копылова, где он жил и работал с 1983 по 1994 годы.